# Stødlade
En stødlade = et stødlad = en studslade = et studslad 
Denne stødlade er produceret engang i 1960'erne til sløjdundervisningen i Københavns kommune. Den er af bøgetræ og med sidevanger af birketræskrydsfiner. Længde 26,7 cm; bredde 7,5 cm. Til højre ses stødladen ovenfra.
En stødlade bruges ved endestudsning, dvs. høvling af endefladen af et stykke træ. Det ene formål er at yde en støtte, så endetræet ikke flækker ud under høvlingen, og det andet formål er at kunne holde høvlen i en bestemt vinkel, her 90 grader; men der er også stødlader til 45 grader. 
Stødladen spændes fast i høvlebænkens fortang. Det bræt, der skal endestudses, anbringes i spalten, og høvlen føres mellem vangerne.

## Ekstern henvisning
- Børge Askholms værktøjshåndbog Arkiveret 16. juli 2007 hos  Wayback Machine